# Weinmannia subsessiliflora
Weinmannia subsessiliflora là một loài thực vật có hoa trong họ Cunoniaceae. Loài này được Ruiz & Pav. miêu tả khoa học đầu tiên năm 1802.